# آلبرت کونس
آلبرت کونس (انگلیسی: Albert Coons؛ ‏ ۲۸ ژوئن ۱۹۱۲ – ۳۰ سپتامبر ۱۹۷۸) پزشک متخصص داخلی، ایمنی‌شناس و آسیب‌شناس اهل ایالات متحده آمریکا بود. او نخستین کسی بود که در اوایل دهه ۱۹۴۰ تکنیک‌های ایمونوفلورسانس را برای برچسب‌گذاری آنتی‌بادی‌ها پشنهاد نمود و خود آن را توسعه داد. وی در جنگ جهانی دوم در سپاه پزشکی نیروی زمینی ایالات متحده آمریکا خدمت کرد و در جنگ اقیانوس آرام حضور داشت و در سال ۱۹۴۵ با درجهٔ سرگردی ترخیص شد.
وی همچنین برندهٔ جوایزی همچون جایزه گاردینر و مدال پیروزی جنگ جهانی دوم شده است.